# سیارک ۷۶۶۵
سیارک ۷۶۶۵ (به انگلیسی: 7665 Putignano، نامگذاری:1994TK3) هفت هزار و ششصد و شصت و پنجمین سیارک کشف شده‌است که در ۱۱ اکتبر ۱۹۹۴ کشف شد.
قدر مطلق سیارک برابر ۱۳٫۱۰ است.